# Budrysówka

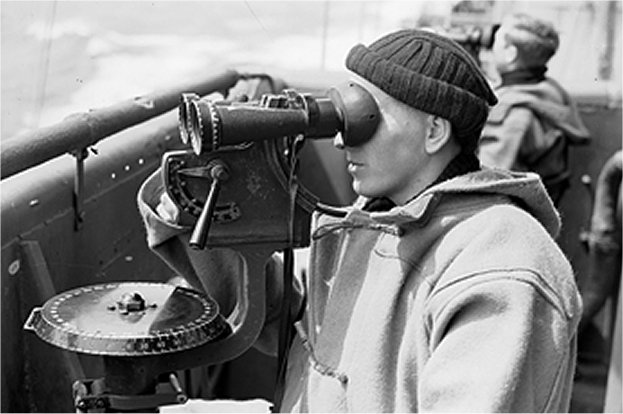
Marynarz ubrany w budrysówkę

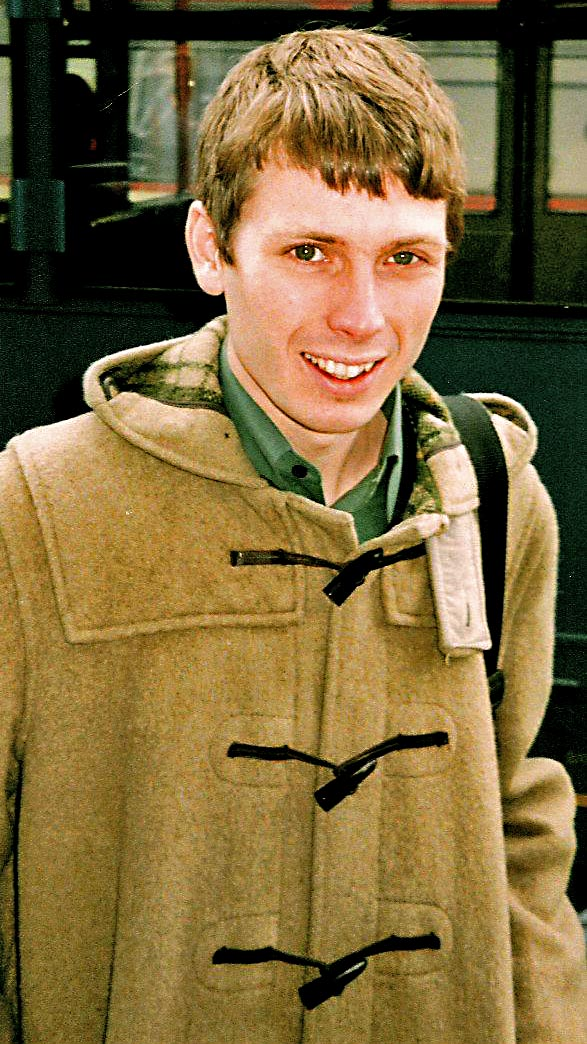
Alex Kapranos z zespołu Franz Ferdinand w budrysówce

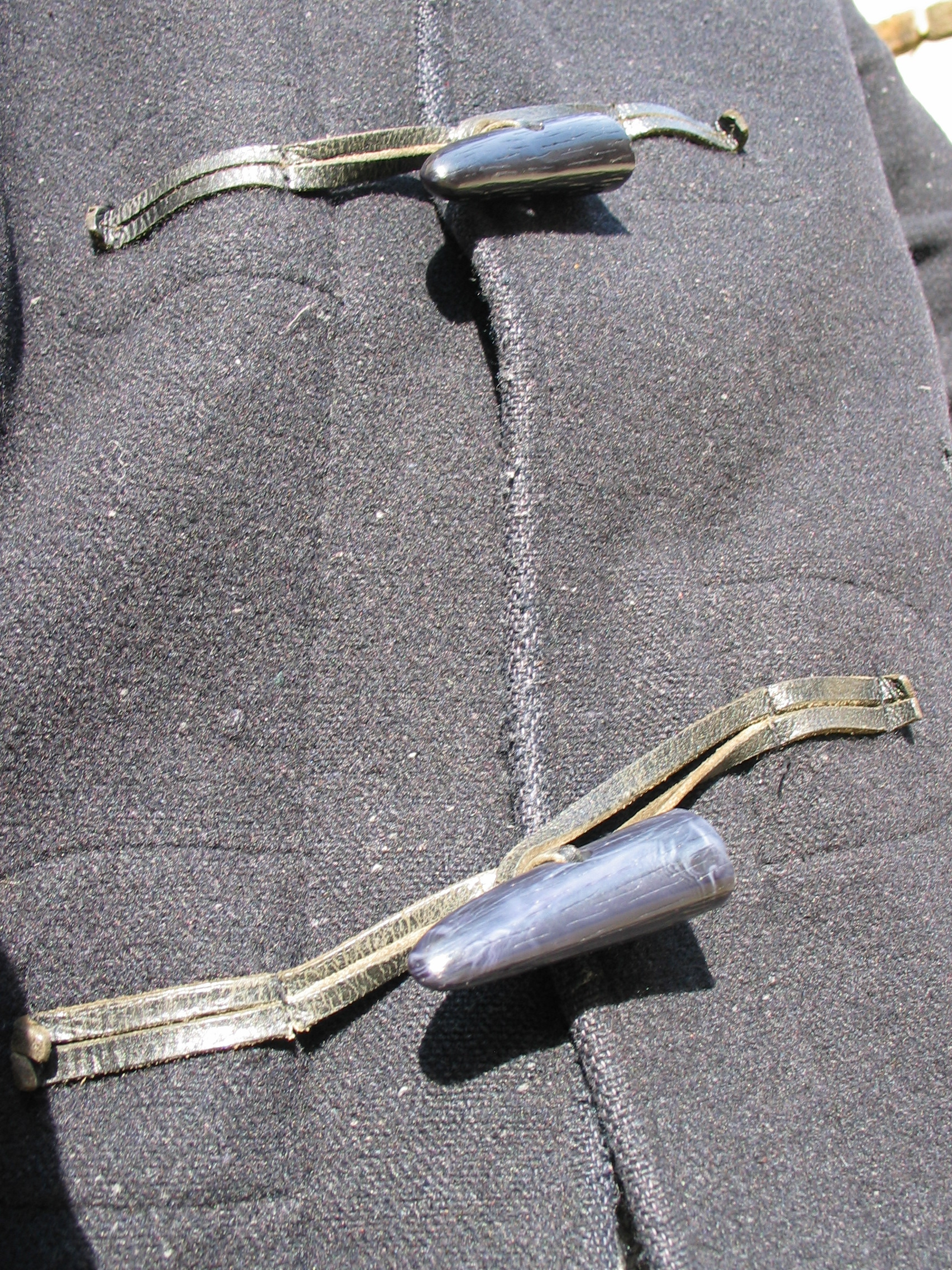
Typowe zapięcie

Budrysówka (oryginalnie duffle coat) – krótki, męski płaszcz (najczęściej przed kolana) uszyty z grubej, wełnianej tkaniny, posiadający kaptur. Jest strojem półformalnym. Zwykle występuje w beżu i granacie. Swój rodowód wywodzi z brytyjskiej marynarki wojennej.

## Historia
Podczas I wojny światowej płaszcz noszony był przez Royal Navy. Noszony był przez żołnierzy pływających na otwartych mostkach okrętów, pływających po Morzu Północnym. Typowy kolor wojskowy tego płaszcza to beż. Po II wojnie światowej płaszcz upowszechnił się dzięki brytyjskim przedsiębiorcom.

## Budowa
Cechy wyróżniające budrysówkę to:
- wykonana z grubej wełny (początkowo tkanina pochodziła z miasta Duffel w Belgii, stąd angielska nazwa: duffel coat)
- doszywany lub doczepiany na guziki kaptur
- zapinana na drewniane lub plastikowe kołki i pętelki ze skóry lub sznurka (ułatwiały marynarzom zapinanie i odpinanie się bez zdejmowania rękawic)
- duże, naszywane na wierzch kieszenie
- wyraźnie zaznaczony z tyłu i z przodu karczek